# Leon Diaconul
Leon Diaconul (n. cca. 950, Kaloe - d. 992) a fost un istoric și cronicar bizantin.
Născut la Kaloe, în Asia Mică, Leon a fost educat la Constantinopol, unde a devenit diacon în palatul imperial al Bizanțului.
Pe când se afla în capitala bizantină, Leon a scris o istorie cuprinzând domniile împăraților Romanos al II-lea, Nicefor II Focas, Ioan I Tzimiskes și prima parte a domniei lui Vasile al II-lea Bulgaroctonul. Adeseori, observațiile sale s-au bazat pe propria experiență ca martor ocular al evenimentelor. Stilul său a fost catalogat drept "clasic", întrucât autorul a utilizat un stil care amintește de Homer și de alți istorici greci, precum Agathias.
Leon este cunoscut în special pentru descrierea oferită, din perspectiva martorului ocular, a cneazului Sviatoslav I al Kievului, care invadase Primul Țarat Bulgar în 969 și a luptat împotriva forțelor imperiale bizantine.